# Tridiagonalna matrika
Tridiagonalna matrika (tudi Jacobijeva matrika) je matrika, ki ima neničelne elemente na glavni diagonali, nad njo in pod njo. 
Med tridiagonalne matrike prištevamo tudi Hessenbergovo matriko. Tridiagonalna matrika spada med redke matrike.

## Zgled
Splošna oblika tridiagonalne matrike je 
{\displaystyle T={\begin{pmatrix}a_{1,1}&a_{1,2}&0&\dots &0\\a_{2,1}&a_{2,2}&a_{2,3}&\ddots &\vdots \\0&a_{3,2}&\ddots &\ddots &0\\\vdots &\ddots &\ddots &\ddots &a_{n-1,n}\\0&\dots &0&a_{n,n-1}&a_{n,n}\end{pmatrix}}}
Primer ene izmed tridiagonalne matrike:
{\displaystyle {\begin{pmatrix}1&4&0&0\\3&4&1&0\\0&2&3&4\\0&0&1&3\\\end{pmatrix}}.}

## Značilnosti
- Determinanta tridiagonalne matrike {\displaystyle A\,} se izračuna s rekurzivnim obrazcem za kontinuante

{\displaystyle \det A=a_{n,n}\det \,[A]_{\{1,\ldots ,n-1\}}-a_{n,n-1}a_{n-1,n}\det \,[A]_{\{1,\ldots ,n-2\}}\,,\,}
kjer je 
- - {\displaystyle \det[A]_{\{1,\ldots ,k\}}\,} k-ta glavna poddeterminanta (minor) podmatrike, ki jo dobimo, po brisanju prvih k vrstic in stolpcev matrike {\displaystyle A\,}
  - {\displaystyle n\,} je razsežnost matrike

- Splošna oblika tridiagonalne matrike ni nujno simetrična ali hermitska

- sistem linearnih enačb oblike {\displaystyle Ax=F\,}, kjer je {\displaystyle A\,} tridiagonalna matrika, se rešuje s pomočjo Thomasovega algoritma (je poenostavljena oblika Gaussove eliminacijske metode)

- množica tridiagonalnih matrik {\displaystyle n\times n\,} tvori vektorski prostor z dimenzijo {\displaystyle 2n-1\,}